# Facepalm

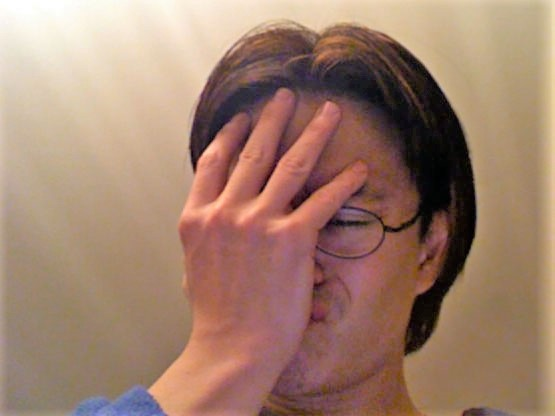
Gesto del facepalm

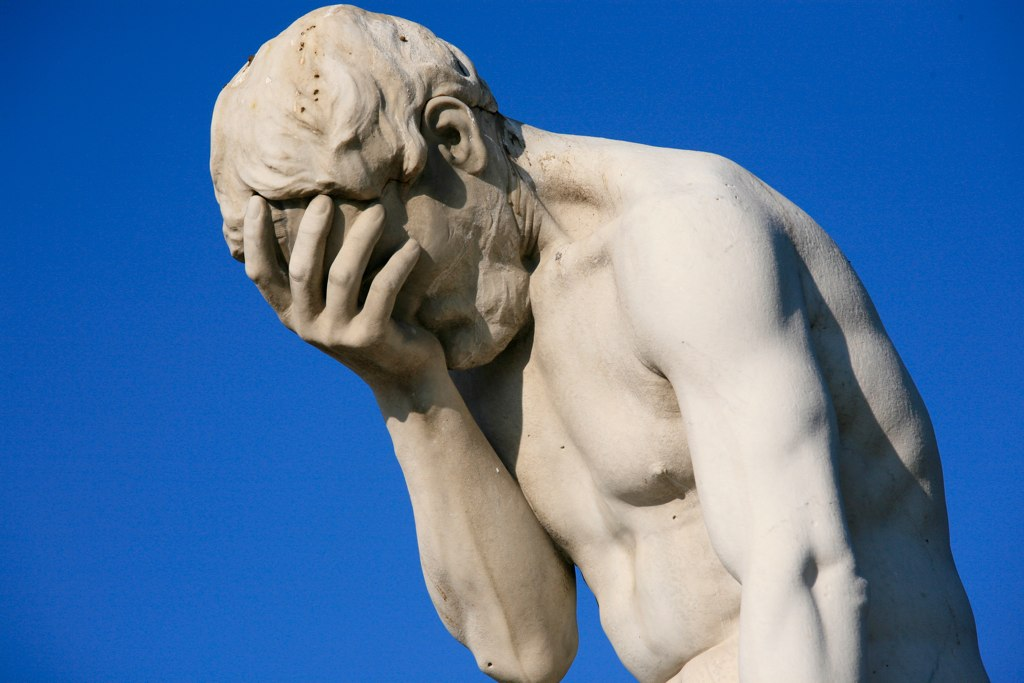
Caïn di Henri Vidal, ai Giardini delle Tuileries, Parigi, 1896. Lo sgomento di Caino dopo l'uccisione del fratello Abele

Un facepalm (/ˈfeɪsˌpɑːm/, a volte anche nelle grafie alternative face-palm e face palm), che può tradursi con mano sul viso, è un inglesismo atto a descrivere il gesto fisico che consiste nel porre una mano aperta sopra il viso o nell'abbassare il viso all'interno di una o due mani. Il gesto è usato in molte culture come segnale di frustrazione, sgomento, imbarazzo, shock o sorpresa.
L'origine del gesto è ignota e, sebbene comune, il significato a cui è associato non è universale da un punto di vista culturale .

## Cultura di massa e mass media
È diventato popolare come un meme di internet basato sull'immagine del personaggio del capitano Jean-Luc Picard che eseguiva il gesto in Star Trek: The Next Generation nell'episodio Dèjà Q. Immagini di agenti di borsa con le mani sul viso sono state molto utilizzate dai mezzi di comunicazione di massa per comunicare il senso di abbattimento psicologico associato ad andamenti negativi della borsa valori, e a un'ampia varietà di film considerati brutti, affari, e decisioni politiche sono state descritte come facepalms o "momenti da facepalm". Secondo la lessicografa Susie Dent, della Oxford University Press, questa versatilità è una delle ragioni per cui la parola è stata linguisticamente un "successo".

## Mondo animale
Un gruppo di mandrilli dello zoo di Colchester ha adottato un gesto simile per indicare il desiderio di evitare relazioni sociali o di essere lasciati soli.